# Landskapsbildskydd
Landskapsbildskydd är ett skydd för särskilt tilltalande landskap. Detta är en gammal form av skydd och har idag ersatts av hänsynsregler till skydd för landskapsbilden. I vissa län har dessa områdesskydd tagits bort.